# Hukou Pubu
Hukou Pubu är ett vattenfall i Gula floden Kina. Det ligger på gränsen mellan provinserna Shanxi och Shaanxi i den norra delen av landet.
Runt Hukou Pubu är det ganska tätbefolkat, med 144 invånare per kvadratkilometer. Trakten runt Hukou Pubu består i huvudsak av gräsmarker.
Genomsnittlig årsnederbörd är 660 millimeter. Den regnigaste månaden är juli, med i genomsnitt 163 mm nederbörd, och den torraste är december, med 1 mm nederbörd.